# Charles Nicolas Cornet d'Incourt
Charles Nicolas Cornet d'Incourt est un homme politique français né le 19 janvier 1773 à Amiens (Somme) et décédé le 8 décembre 1852 au château de Fréchencourt (Somme).
Négociant à Amiens, connu pour ses opinions royalistes, il est député de la Somme de 1815 à 1827, siégeant avec les ultra-royalistes, puis basculant dans l'opposition constitutionnelle. Nommé conseiller d’État et directeur général des contributions directes par le gouvernement Villèle, il revient dans la majorité.

## Sources
- « Charles Nicolas Cornet d'Incourt », dans Adolphe Robert et Gaston Cougny, Dictionnaire des parlementaires français, Edgar Bourloton, 1889-1891 [détail de l’édition]